# Funktionalekvation
Funktionalekvation är en ekvation i vilken den obekanta utgörs av en funktion och inte av ett tal.
Ett exempel på en sådan ekvation kan vara: 
{\displaystyle f(x+y)=f(x)f(y),\,\!} och lösningsmängden omfattar alla exponentialfunktioner och 0.